# Night Journey
Night Journey is een compositie van de Amerikaanse componist William Schuman.
Schuman heeft meerdere composities geschreven voor en bij balletuitvoeringen; hij componeerde voor de toen bekende Martha Graham vier balletten. Schuman en Graham ontmoetten elkaar bij Katherine Cornell. Schuman was overdonderd door de door haar uitgestraalde energie. Dat is niet zo verwonderlijk als het lijkt; Schuman was een aartstwijfelaar. Schuman kreeg vervolgens een opdracht van het Elizabeth Sprague Coolidge-fonds op muziek te schrijven voor een ballet van Graham. De eerste uitvoering vond niet plaats in het theater, maar tijdens een symposium aan de Harvard Universiteit in Cambridge (Massachusetts) op 3 mei 1947.
Het thema van het werk bestaat uit de muzikale vertaling van de gevoelens die Iocaste, moeder van Oedipus, heeft op het moment dat haar lot duidelijk wordt; zij wordt ook de vrouw van Oedipus. De muziek is voor het overgrote deel langzaam van tempo, maar er zit een enorme versnelling in het werk, die daarna meteen weer wegebt. Schuman deed hier niet aan lange melodielijnen; het zijn korte fragmenten die aaneengesmeed zijn. Uiteraard heeft de invloed van Martha Graham met haar expressieve balletten hierop grote invloed gehad.
In 1981 bewerkte Schuman het werk voor een concertuitvoering; de instrumentatie werd daarbij nauwelijks aangepast; wel werd het stuk ingedikt; herhalingen verdwenen. Het kreeg toen ook haar toevoeging Choreographic poem for fifteen instruments. De muziek is dan weer consonant dan weer dissonantie en ook het stokpaardje van Schuman (veel herhalen van dezelfde noot in eenzelfde ritme) is aanwezig. Een vaste toonsoort is er eveneens niet, het hangt tussen D majeur en d mineur in en ze komen dan ook tegelijkertijd voor. De compositie verstilt naar het eind toe.

## Orkestratie
- 1 dwarsfluit,1 hobo, 1 klarinet, 1 fagot
- 1 hoorns
- geen slagwerk, 1 piano,
- violen, altviolen, celli, contrabassen

## Discografie
- Uitgave: Naxos: leden van het Seattle Symphony onder leiding van Gerard Schwarz in een opname uit 2007
- Uitgave Koch International: (leden van het ) Atlanta Symphony Orchestra onder leiding van Otto Schenck;
- Uitgave CRI: Endymion Ensemble o.l.v. Goldberg

Symfonieën: Symfonie nr. 1 · 2 · 3 · 4 · 5 · 6 · 7 · 8 · 9 · 10

Werken: Variations on "America" · A Song of Orpheus · Circus Overture · Night Journey · Orchestra Song